# Il diavolo (film 1972)
Il diavolo (Diabel) è un film del 1972 diretto da Andrzej Żuławski.
Secondo film del regista polacco, subì la censura del governo comunista, tanto che la sua uscita nel paese poté concretizzarsi solo nel 1988. La pellicola - a metà tra film horror, dramma psicologico e film storico - rappresenta una profonda riflessione sul male nell'uomo, ma è anche un'allegoria della situazione politica vissuta dalla Polonia all'epoca della sua realizzazione.

## Trama
Confederazione polacco-lituana, 1793. Il film si apre nel periodo della Seconda spartizione, con l’ingresso delle truppe prussiane nella Grande Polonia. Uno straniero vestito di nero, con capelli e barba rossi, entra in una prigione dove Jakub è detenuto con l’accusa di aver attentato alla vita del re. Durante una rivolta, lo straniero libera Jakub, gli ordina di tornare a casa e gli affianca una suora vestita di bianco. La suora sembra incarnare la bontà, mentre lo straniero rappresenta il male.
Durante il viaggio verso casa, seguito costantemente dallo straniero, Jakub si imbatte in una compagnia di attori edonisti, tutti intenti a sedurlo. Scopre che il suo migliore amico e compagno di cospirazione ha detto alla fidanzata incinta di Jakub che lui era morto, sposandola al suo posto. Sembra inoltre che l’amico, un conte, ora sia molto vicino al re. Tornato a casa, Jakub scopre che il padre si è suicidato, la sorella è impazzita e la casa è in mano al fratellastro, Ezechiel, che intende sposare la sorella, frequentemente picchiata da costui. 
Poco dopo Jakub scopre che sua madre, che aveva abbandonato lui e la sorella da piccoli, ha vissuto non lontano gestendo un bordello. Quando la affronta, lei non lo riconosce e tra i due si sviluppa anche un momento di tensione sessuale. Poco dopo, in preda alla rabbia, Jakub uccide una prostituta del bordello tagliandole la gola con un rasoio regalatogli dallo straniero.
Inorridito dal proprio gesto, Jakub cerca conforto nella suora, che però lo respinge. A seguire Jakub si reca al castello dell’ex amico per ritrovare la sua ex fidanzata, ma viene picchiato (e poi baciato) dall’amico. Raggiunto nuovamente dalla compagnia teatrale, viene sedotto da un’attrice di origine turca, ma durante l’atto sessuale un attore geloso lo aggredisce. Jakub uccide entrambi col rasoio e fugge, inseguito dagli altri attori. Il capocomico, che già in precedenza aveva palesato interesse sessuale nei suoi confronti, tenta di violentarlo in cambio del suo silenzio, ma lo straniero interviene, lo uccide e salva Jakub. Insieme alla suora, Jakub cerca rifugio in un luogo della sua infanzia, dove ritrova la sua ex fidanzata. Lei esprime il desiderio di fuggire con lui, ma muore per complicazioni legate alla gravidanza.
Tornato al bordello della madre su invito dello straniero, Jakub questa volta viene riconosciuto ed accolto in una cantina dove si svolgono orge e atti di depravazione. La madre propone a Jukub di restare con lei come prostituto, sostenendo che la gente sarà entusiasta dei suoi delitti. Inorridito, Jakub, che sembra credere alla missione profetica annunciata dallo straniero — cioè purificare il mondo — uccide la madre, disperde i presenti e torna a casa, dove uccide il fratellastro ed infligge una morte pietosa alla sorella, ormai totalmente folle e fisicamente devastata dalle percosse subite. Poi dà fuoco alla casa di famiglia.
Accecato dalla rabbia, Jakub si reca dal suo vecchio amico conte e lo uccide in duello. La suora lo aiuta a fuggire nei boschi, dove incontrano di nuovo lo straniero. Questi pretende che Jakub firmi un documento in cui accusa amici e familiari di cospirazione contro il re e riconosce allo straniero il merito di aver smascherato la cospirazione. Jakub infine acconsente a firmare ma, una volta siglato il documento, lo uccide con un colpo alla testa. 
Lo straniero prende con sé la suora. Insieme, si recano dai soldati prussiani a cui lo straniero consegna i documenti firmati. I soldati, tuttavia, lo deridono per la sua immoralità, lo pagano e lo umiliano, accusandolo di non essere riuscito davvero a corrompere l’anima di Jakub. 
Umiliato e furioso, lo straniero aggredisce e violenta la suora. Ma lei approfitta dell’attimo, gli ruba il rasoio e lo castra. A quel punto, lo straniero si trasforma in un lupo - a conferma della sua vera natura demoniaca - e muore dissanguato. Il film si chiude con la suora in piedi, vittoriosa, sopra il cadavere del lupo, insieme ad un giovane malato di mente, scappato dal bordello.

## Colonna sonora
La colonna sonora del film è stata realizzata dal compositore Andrzej Korzyński, che aveva già lavorato con il cineasta polacco Andrzej Wajda e composto le musiche del primo film di Żuławski, La terza parte della notte (1971). Malgrado lo sfondo storico del film, la colonna sonora è caratterizzata da sonorità vicine al rock psichedelico, con una prevalenza dei suoni emessi della chitarra elettrica.

## Censura
La sceneggiatura del film, pubblicata nel 1969 sulla rivista mensile Kino, preannunciava un classico horror. Non appena completata, la pellicola fu vietata dalla censura della Polonia comunista, ufficialmente a causa delle scene ritenute troppo violente e sessualmente esplicite.
Secondo Żuławski, però, il vero motivo della censura era da ricercare nell’allegoria della crisi politica polacca del 1968. In seguito a questo episodio, il regista lasciò il paese e si stabilì in Francia. Nel 1975 la censura polacca vietò anche la pubblicazione di qualsiasi informazione riguardante il film. Il diavolo vedrà la sua prima proiezione ufficiale solo nel 1988.